# Wieda
Wieda település Németországban, azon belül Alsó-Szászország tartományban. Lakosainak száma 1295 fő (2015. december 31.).

## Népesség
A település népességének változása:

| 2015 | 1 295 |